# خرس آفتاب

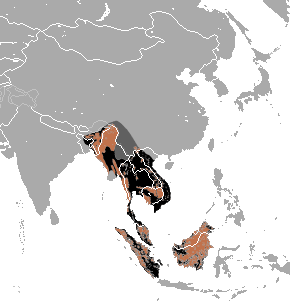
منطقه خرس آفتاب

خرس آفتاب (به انگلیسی: sun bear) یا خرس آفتاب مالایایی (به انگلیسی: Malayan sun bear) کوچک‌ترین عضو خانواده خرس‌ها است که کمترین مطالعه در این گروه بر روی آن صورت گرفته‌است. این خرس حدود ۱۰۰ سانتی متر طول دارد و در جنگل‌های جنوب شرق آسیا زندگی می‌کند.
. غذای این حیوان عبارتست از:
- میوه‌ها
- پرندگان
- موش‌ها و سایر جانوران کوچک
- از موریانه هم تغذیه می‌کند[۲]

## زیرگونه ها
1.اچ. ام. مالایانوس
2.اچ. ام. اوریسپیلوس